# Küllstedt
Küllstedt ist eine Gemeinde im Süden des thüringischen Landkreis Eichsfeld. Sie ist Sitz der Verwaltungsgemeinschaft Westerwald-Obereichsfeld.

## Geographische Lage
Küllstedt liegt im Obereichsfeld östlich des Höhenzugs Westerwald am Ostrand des Naturparks Eichsfeld-Hainich-Werratal. Etwas östlich liegt das Thüringer Becken.
Küllstedt liegt zwischen etwa 390 m HN an der Landstraße nach Büttstedt im Südosten der Ortsgemarkung und 499,1 am Madeberg im Nordwesten. Es zählt somit zu den Höhengemeinden des Landkreises Eichsfeld.

## Geologie
Küllstedt ist dem Naturraum Hainich-Dün-Hainleite zuzuordnen, der durch ein großflächiges, von den Schichtgesteinen des Muschelkalks geprägtes Hochplateau bestimmt wird. Mit einer deutlichen Schichtstufe im Südwesten der Ortslage erfolgt im Bereich der Gemarkung von Küllstedt der Übergang vom Oberen zum Unteren Muschelkalk. Die Ortslage selbst liegt im Bereich des sogenannten Küllstedter Grabens, einer parallel zur Eichenberg–Gotha–Saalfelder Störungszone verlaufenden Verwerfungslinie. Dort bilden Gesteine des Unteren Keupers den oberflächennahen geologischen Untergrund.

## Geschichte
Küllstedt wurde 1171 erstmals als Cullestete urkundlich erwähnt. „Kull“ bedeutet „stehender See“. Der Ort war bis zu umfangreichen Trockenlegungen Anfang des 20. Jahrhunderts von zahlreichen Seen umgeben, von denen heute nur noch der Wachstedter See und der Spaniersee existieren. Ab 1250 tauchen von Küllstedt stammende Bürger (de Cullestete, cives Mulhusenses) in Mühlhausen auf, (später dictus de Cullestete, also längst nicht mehr ansässig in Küllstedt). Die mit Namen Küllstedt (Cullestete) waren häufig Ratsherren und Bürgermeister der Stadt Mühlhausen. Ein früher Wallhof hatte wechselnde Besitzer, so die Herren von Tastungen („Tastunger Hof“) und von Mühlhausen. Nach den Herren von Tastungen wurde das Gut schließlich Tastunger Hof genannt. Über Befestigungsanlagen ist nur wenig bekannt, beim Bau der Kanalisation südlich der Kirche wurde ein 4 bis 5 m breiter Graben freigelegt, der den Hof nach Süden begrenzte, nördlich könnte der sogenannte Lückgraben die Abgrenzung gebildet haben. Vermutet wird eine 80 bis 100 m große Anlage, in die bereits die ursprüngliche Kirche hineingebaut wurde, die Lage der Kirche innerhalb der Befestigung spricht für ein hohes Alter.
1632, im Dreißigjährigen Krieg, wurde Küllstedt fast völlig zerstört. 1682 wütete die Pest, zu deren rascher Überwindung das Gelöbnis einer Wallfahrt zum Hl. Blut nach Walldürn ausgesprochen wurde. Seit 1683 wird diese Wallfahrt, mit Ausnahme der Jahre 1952 bis 1989, jedes Jahr begangen. Die ältesten Häuser in Küllstedt sind aus dieser Zeit. 1720 bis 1724 wurde die im Dreißigjährigen Krieg stark beschädigte Kirche abgerissen und an der gleichen Stelle ein Gotteshaus im Barockstil errichtet. Seit Valentin Degenhard Ende des 17. Jahrhunderts die Weberei einführte, nahm der Ort einen bedeutenden Aufschwung. Trotzdem kam es 1770/71 zu einer Hungersnot mit 40 Toten. 1850 raffte die Cholera 116 Küllstedter hin. 1866 zählte der Ort mit 2.408 Einwohnern seine bisher größte Einwohnerschaft. Als die Textilindustrie Ende des 19. Jahrhunderts zurückging, suchten viele Einwohner Arbeit in anderen Teilen Deutschlands oder wanderten aus. 1880 erhielt Küllstedt Bahnanschluss an die Kanonenbahn, bei dessen Bau bis zu 250 Italiener in Küllstedt untergebracht waren. 1904 richteten Kölner Vinzentinerinnen eine Pflege- und Kinderbewahreinrichtung ein, die 1929 zu einem Krankenhaus ausgebaut wurde. 1911 folgten Elektrifizierung und fließendes Wasser. 1930/31 wurde eine neue, große Kirche gebaut.
Der Ort gehörte von 1294 bis zur Säkularisation 1802 zu Kurmainz, dann wurde er im Zuge des Reichsdeputationshauptschlusses preußisch. Nach kurzer Zugehörigkeit zu dem von Napoleon geschaffenen Königreich Westphalen war Küllstedt bis 1945 Teil der preußischen Provinz Sachsen. In dieser Zeit wurde Küllstedt dem Landkreis Mühlhausen zugeschlagen. Von 1921 bis 1925 gehörte Dr. med Kellner aus Küllstedt als einer von drei eichsfeldischen Zentrumsabgeordneten dem Provinziallandtag der preußischen Provinz Sachsen an.
Bei der Kommunalwahl am 12. März 1933 errang die Deutsche Zentrumspartei wieder die absolute Mehrheit. Die NSDAP zog mit einem Vertreter in den Gemeinderat ein. Der seit 1919 amtierende Bürgermeister Otto Schaefer wurde mit acht Stimmen wiedergewählt. Dennoch gelang es dem Vertreter der NSDAP, Franz Wehr, mithilfe des NSDAP-dominierten Kreistages in Mühlhausen, Ortsvorsteher zu werden. Schaefer wurde 1934 unter fadenscheinigen Gründen abgesetzt und erlitt kurz darauf einen Herzschlag. Wehr wurde vom Mühlhäuser Landrat auch zum Bürgermeister ernannt. Damit ereilte Küllstedt – etwas verspätet – das gleiche Schicksal aller eichsfeldischen kommunalen Interessensvertretungen: Die Ausschaltung der demokratisch gewählten Zentrumsmehrheit durch eine NSDAP-Minderheit.
Zu Beginn der Schlacht bei Struth Anfang April 1945 war Küllstedt Bereitstellungsraum für die daran beteiligten deutschen Truppenverbände. Küllstedt wurde nach der Schlacht von den Amerikanern besetzt.
Anfang Juli 1945 erfolgte die Eingliederung von Küllstedt in die Sowjetische Besatzungszone. Am 1. August 1945 kam es zu einem Racheakt der Besatzungsmacht nach einer handgreiflichen Auseinandersetzung von Küllstedtern mit Soldaten der Roten Armee bzw. „Widerstand gegen sowjetische Offiziere“. 33 Küllstedter wurden verhaftet, sieben von ihnen – unter befohlener Anwesenheit der Ortsbewohner und ohne den erbetenen priesterlichen Beistand – durch Genickschuss am Ortsausgang Richtung Struth hingerichtet. Auf dem Friedhof durften ihre Körper nicht beigesetzt werden, man hat sie an damals unbekannter Stelle im Mühlhäuser Stadtwald verscharrt. Neun Einwohner wurden zu hohen Zuchthausstrafen verurteilt. Von diesen kehrten nur drei aus der Sowjetunion zurück. Der von 1939 bis 1945 amtierende Bürgermeister Richard Schaefer wurde am 25. August 1945 durch ein Militärgericht in Mühlhausen zum Tode verurteilt und hingerichtet. Einschließlich des Freitods des Ortspolizisten im Mühlhäuser Stadtgefängnis lag die Zahl der Todesopfer somit bei insgesamt fünfzehn.
1949 wurde Küllstedt – wie das gesamte Obereichsfeld – Teil der DDR. Ende der 1940er, Anfang der 1950er Jahre verließ der Großteil des Bürgertums, wegen der politischen Repressalien, den Ort Richtung Westen. Küllstedt verlor dadurch sein Unternehmertum und mit ihm seinen „kleinstädtischen Charakter“. 1952 kam Küllstedt zum Kreis Worbis.
1959 erfolgte im Rahmen der Kollektivierung der Landwirtschaft die Gründung zweier LPG.
Am 19. Juli 1966 wurde Küllstedt durch eine Windhose der Stärke F2+ auf der Fujita-Skala verwüstet. 80 Prozent der Häuser trugen Sturmschäden davon, 100.000 freiwillige, unentgeltliche Aufbaustunden wurden geleistet. Der obere Teil des Kirchturms wurde zerstört, bis 1969 war er unter Einsatz der Einwohnerschaft und unter Mangelbedingungen wieder aufgebaut. 2013 erfolgte die Rekonstruktion der ursprünglichen Turmhaube.
1976 schlossen sich die Orte Büttstedt, Küllstedt, Wachstedt, Effelder und Großbartloff zum Gemeindeverband Küllstedt, der heutigen Verwaltungsgemeinschaft Westerwald-Obereichsfeld zusammen.

### Adelsgeschlecht von Küllstedt
Das Wappen derer von Küllstedt ist nicht genau bekannt, aber die Farbgebung gold/schwarz/silber ist im Ortswappen von Küllstedt berücksichtigt. Nachgewiesen sind folgende Familienmitglieder, eine eindeutige Zuordnung der Herren von Küllstedt ist nicht immer sicher möglich, da es im nahen Kyffhäuserkreis einen gleichnamigen Ort und ein gleichnamiges Rittergeschlecht gab:
- Conrad von Küllstedt (1257), Subprior im Kloster Reifenstein[9]
- Conrad von Küllstedt (1262) Ministerialer in Mühlhausen mit den Söhnen Bruno und Conrad
- Gottfried von Küllstedt, Bürger (1271)[10],  Ministerialer (1294)[11]  bzw. Ratsmeister (1293 und 1296)[12] in Mühlhausen
- Gottfried von Küllstedt (1300), am Stift zu Eisenach (canonicum ecclesiae Ysnacenscis)[13]
- Gottfried von Küllstedt (1375) Domherr in Hildesheim[14]
- Hermann von Küllstadt (1429) Hauptmann in Mühlhausen[15]
- Hermann von Küllstedt (1483) Bürgermeister in Mühlhausen

### Wappen
Blasonierung: „Innerhalb eines goldenen Bordes mit drei zur Schildmitte gerichteten stilisierten Sühnekreuzen in Schwarz drei gestielte silberne Kastanienblätter im Dreipass.“ Die Farbgebung Gold-Schwarz-Silber entspricht den Farben der früheren Herren von Küllstedt.

### Einwohnerentwicklung
| - 1545 – ca. 600 - 1675 – 485 - 1722 – 934 - 1787 – 1358 - 1837 – 1974 - 1850 – 2.367 - 1861 – 2394 - 1866 – 2408 - 1872 – 2299 | - 1880 – 2352 - 1885 – 2190 - 1890 – 2290 - 1895 – 2289 - 1932 – 2239 - 1954 – 2047 - 1959 – 2008 - 1972 – 1733 - 1994 – 1652 | - 2000 – 1618 - 2005 – 1586 - 2010 – 1500 - 2015 – 1354 - 2020 – 1331 - 2021 – 1316 - 2022 – 1323 - 2023 - 1313 |

## Politik

### Gemeinderat
Der Gemeinderat von Küllstedt setzt sich aus zwölf Gemeinderatsmitgliedern zusammen. Bei der Kommunalwahl am 9. Juni 2024 kam es zu folgendem Ergebnis (mit Vergleichszahlen voriger Wahlen):
| Partei / Liste                                    | Stimmenanteil | Sitze | 2019            | 2014            |
| Christlich Demokratische Union Deutschlands (CDU) | 50,0 %        | 7     | 53,1 %, 7 Sitze | 67,8 %, 8 Sitze |
| Freie Demokratische Wählergemeinschaft (FDW)      | 29,6 %        | 3     | 46,9 %, 5 Sitze | 32,2 %, 4 Sitze |
| Alternative für Deutschland (AfD)                 | 20,3 %        | 2     | –               | –               |

### Bürgermeisterin
Die ehrenamtliche Bürgermeisterin Christina Tasch (CDU) wurde nach 1990, 2004, 2010 am 5. Juni 2016 zum vierten Mal in ihr Amt gewählt. Auch die folgende Wahl am 12. Juni 2022 konnte sie mit 74,1 der gültigen Stimmen für sich entscheiden. Die Wahlbeteiligung betrug diesmal 67,2 %.

## Infrastruktur

### Verkehr

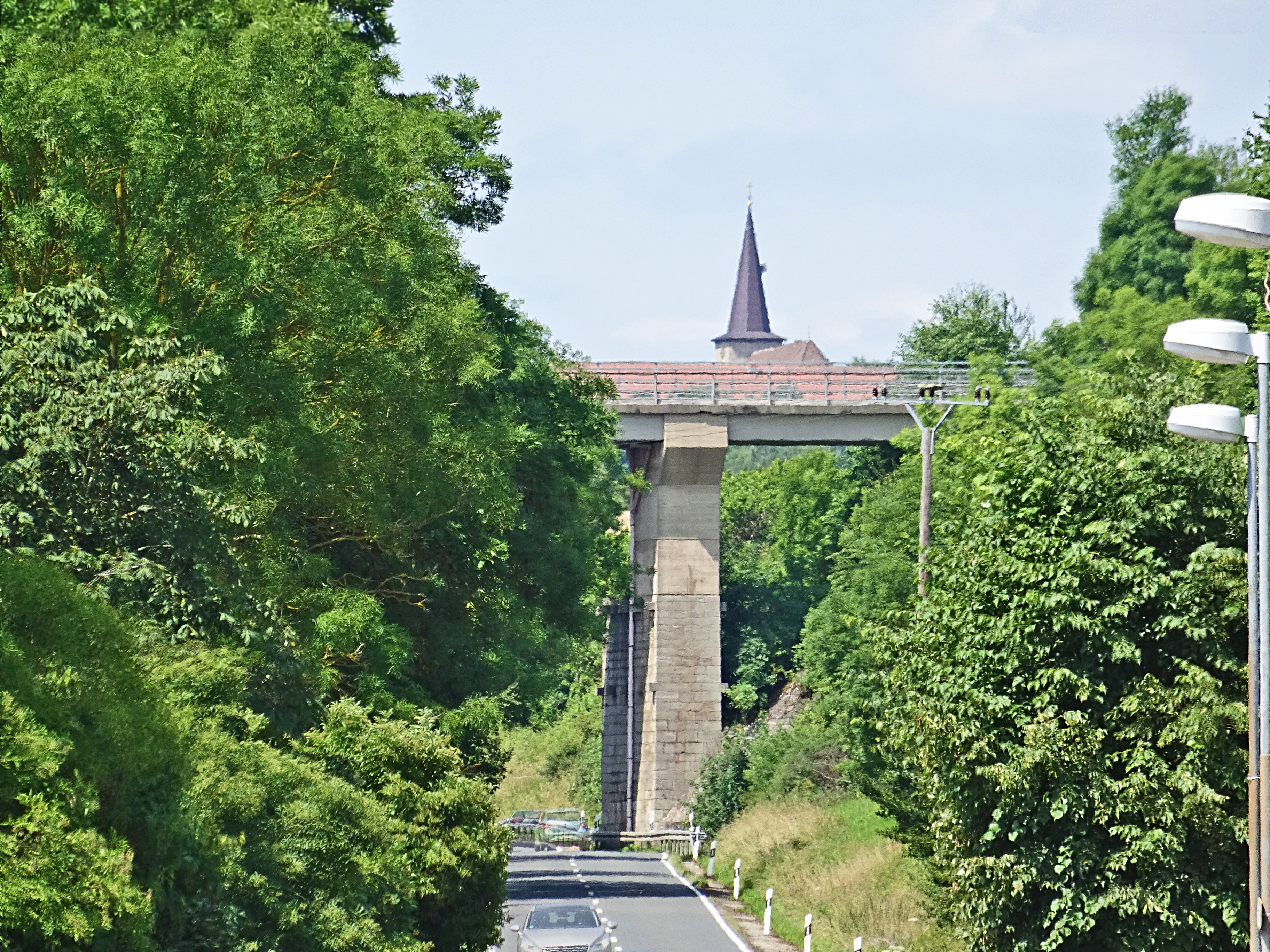
Büttstedter Viadukt des Kanonenbahn-Radweges

Küllstedt ist über die Landesstraßen L 1006 (von Mühlhausen nach Heiligenstadt) und L 1008 (von Dingelstädt nach Eigenrieden) zu erreichen. Der Ort hatte bis 1998 einen Bahnanschluss an der Bahnstrecke Leinefelde–Eschwege, die zur historischen Kanonenbahn zählte. Nahe dem Ort liegt der Küllstedter Tunnel, der bis 2000 der zweitlängste Eisenbahntunnel Thüringens war. Entlang der ehemaligen Bahnstrecke, die heute als Draisinenstrecke genutzt wird, berührt der im Oktober 2019 fertiggestellte Kanonenbahn-Radweg den Ort, welcher schon zur Eröffnung als einer der schönsten Radwege Deutschlands gilt.

#### Bahnhof Küllstedt
Mit Eröffnung der Bahnstrecke von Leinefelde nach Eschwege im Jahr 1880 wurde auch der Bahnhof in Betrieb genommen. Mit etwa 400 m Höhe war er der höchstgelegene Bahnhof dieses Streckenabschnittes. Er verfügte über mehrere Bahngleise, eine Güterabfertigung mit entsprechenden Anlagen und zeitweise sogar über eine Drehscheibe. Die Güterverladung hatte in den ersten Jahrzehnten eine größere Bedeutung. Unweit des Bahnhofes befand sich auch das Projektierungsbüro für den hiesigen Streckenabschnitt, heute eine Gaststätte. 1945 kam es zu einem Unfall im Bahnhof, als ein Personenzug aus Richtung Leinefelde auf einen überlangen Güterzug auffuhr. Im Jahr 1969 wurde der Güterverkehr eingestellt und 1993 wurde der Bahnverkehr von Küllstedt nach Geismar stillgelegt. Küllstedt wurde zum Endbahnhof, aber bereits 1994 wurde auch der Abschnitt von Dingelstädt nach Küllstedt aufgegeben. Damit endete eine bedeutende wirtschaftliche Ära für den Ort. Das Empfangsgebäude wurde anschließend verkauft und wird heute privat genutzt. Unweit des Bahnhofes befindet sich noch ein Viadukt über Gieße und die Landesstraße 1006 sowie der Küllstedter Tunnel.

### Energie
In der Nähe von Küllstedt, in Richtung Struth, wurden 27 große, zu Büttstedt gehörende Windkraftanlagen installiert. Sie beherrschen weithin sichtbar das Landschaftsbild.

## Sehenswertes

### Evangelische Kirche
Die evangelische Filialkirche Der gute Hirte ist ein schlichter neogotischer Saalbau mit querrechteckigem Grundriss und Westturm von 1906/07. In acht Fenstern der Kirche befinden sich Arbeiten der Naumburger Werkstatt Wilhelm Franke. Im Chorscheitelfenster die figürliche Darstellung entsprechend dem Patronat. Christus als Hirte mit Hirtenstab und Lamm dargestellt. Das drapierte Schriftband Ich bin der Hirte!  Seitlich sind die beiden Reformatoren Martin Luther nII sowie Philip Melanchthon sII szeniert. Die Glasmalerei-Signatur ist W. Franke Naumburg, Inh. A. Hartung Hoflieferant Naumburg. Seit 1966 ist Domglas Naumburg die Nachfolgefirma mit Archivunterlagen. Von außen erhebt sich über einem Kalksteinsockel ein verputzter Massivbau mit Fenster- und Türöffnungen in Spitzbogenform. Dach und Turm sind verschiefert und der Turm trägt eine polygonale Spitzhaube.

### Weitere Sehenswürdigkeiten
- Eichsfelder Heimatstube
- zahlreiche Fachwerkhäuser

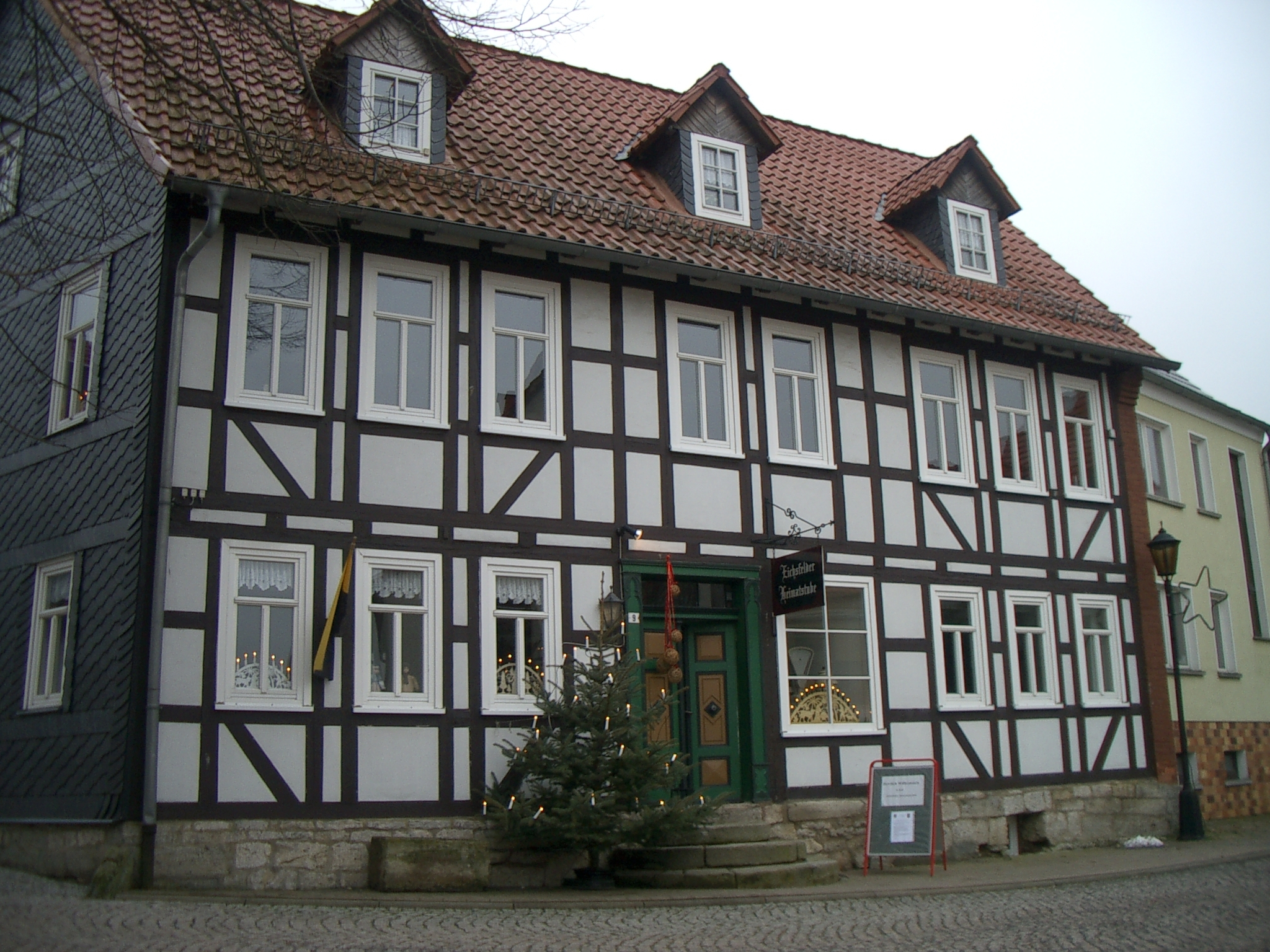
Heimatmuseum

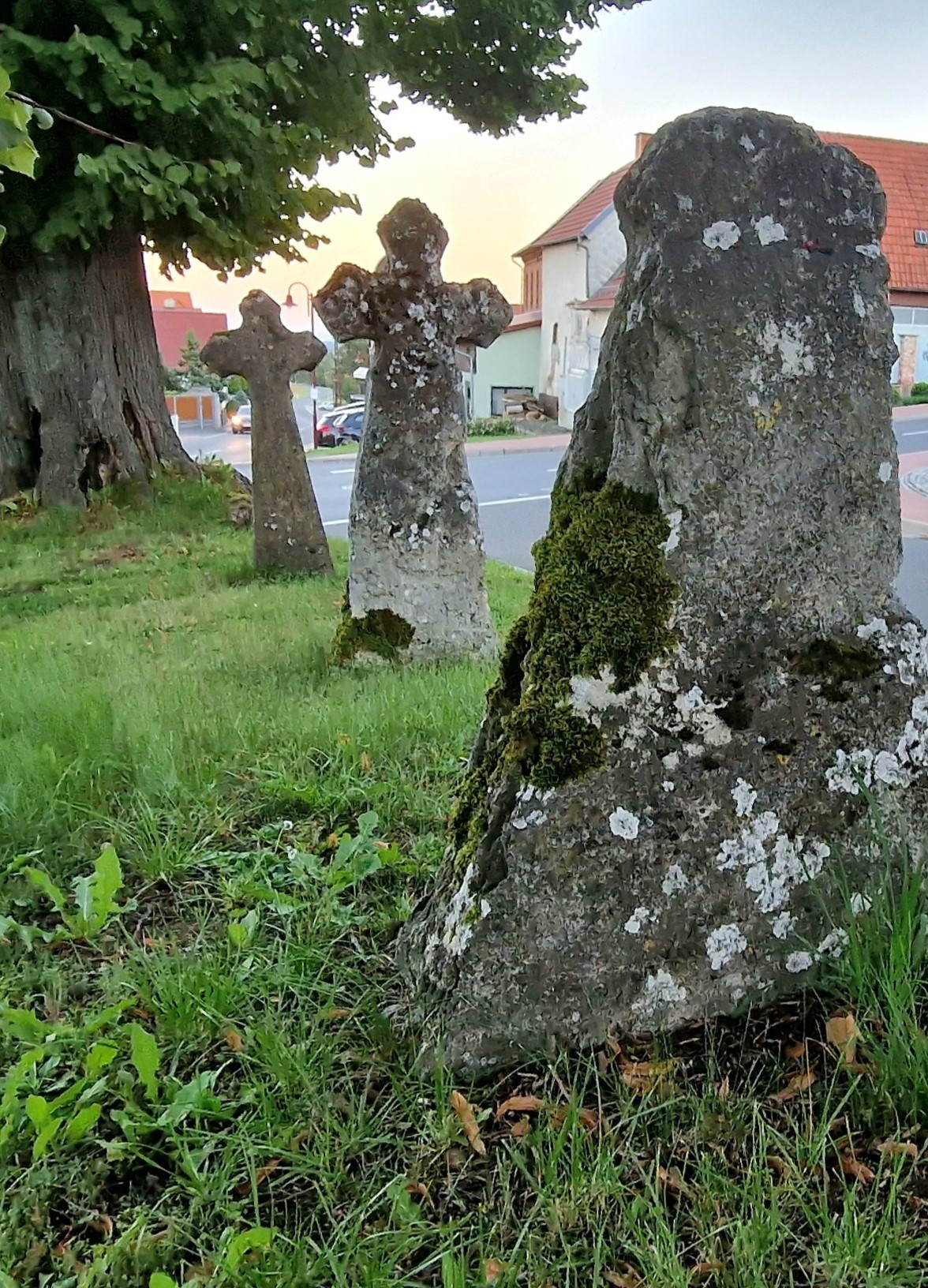
Gotische Sühnekreuze

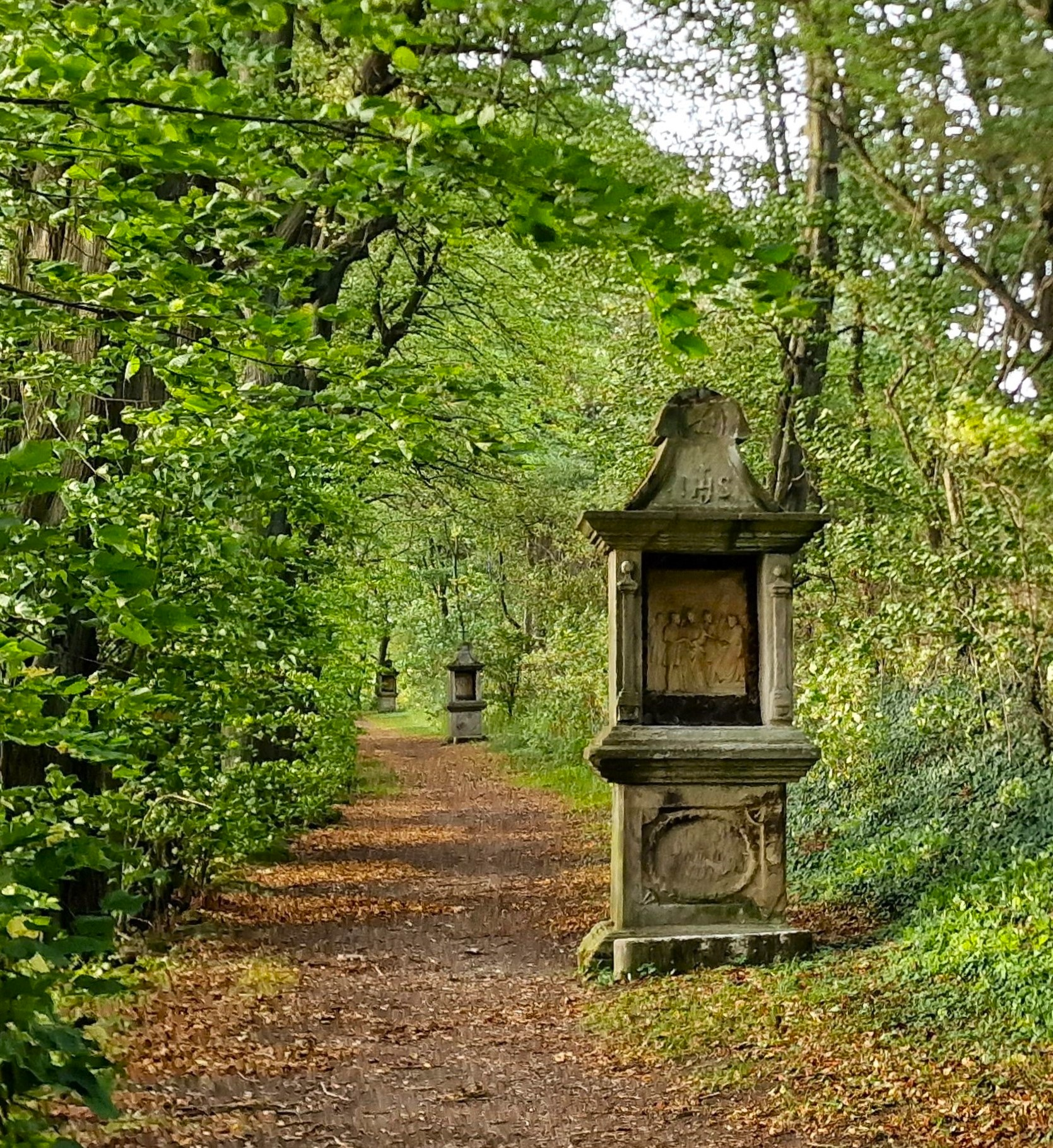
Freilandkreuzweg

- drei gotische Sühnekreuze, die so genannten Bonifatiuskreuze
- Stationsweg mit Ölberggrotten und Antoniuskapelle
- Kastanienallee als Naturdenkmal

### Gedenkstätten

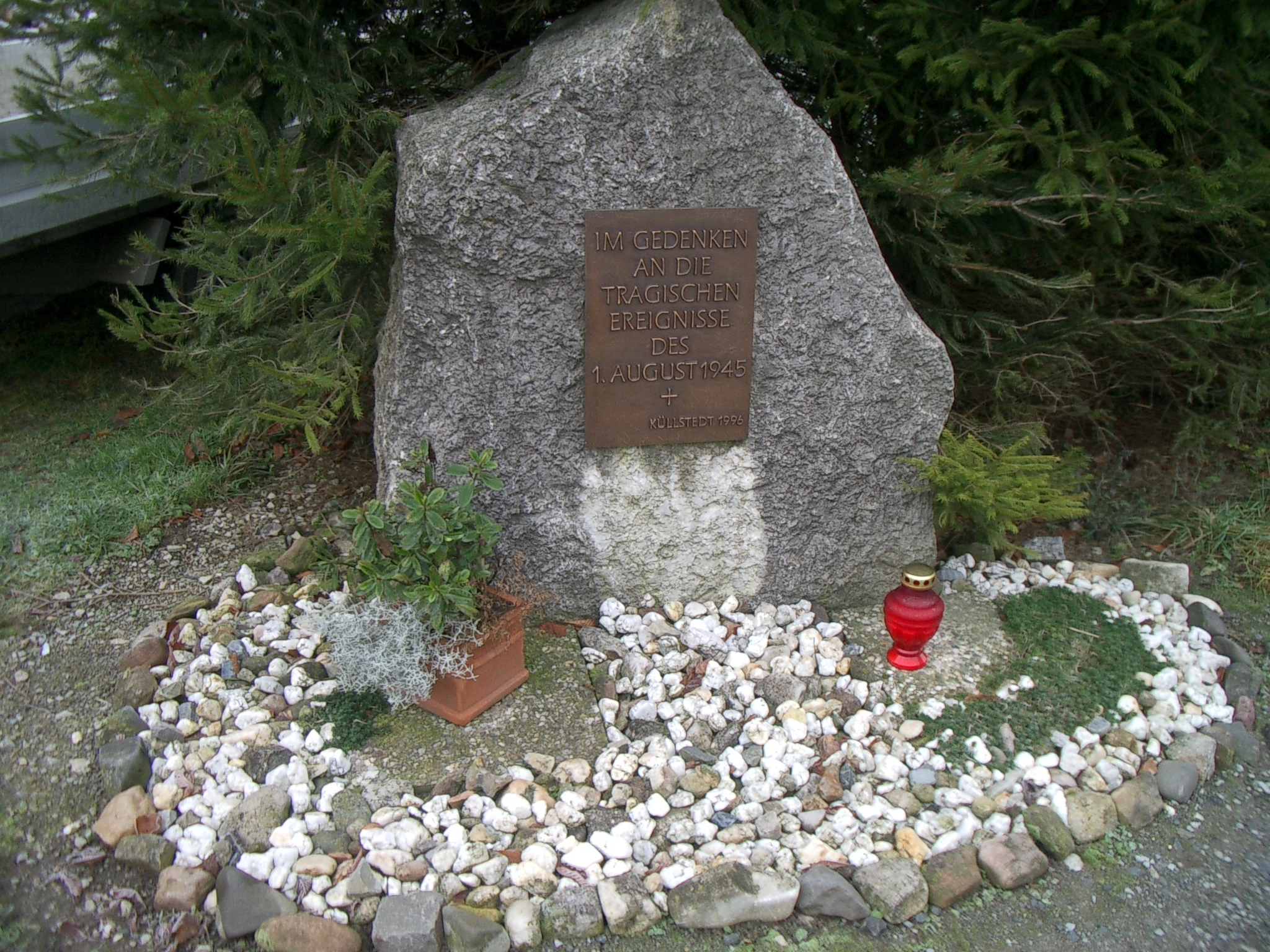
Gedenkstein am Ort der Tat für die sieben im August 1945 vom NKWD erschossenen Küllstedter Männer

- Denkmal für Hermann Iseke, den Dichter des Eichsfeldliedes, auf dem Madeberg
- Gedenkstein von 1996: außerhalb der Friedhofsmauer an der Straße nach Struth zur Erinnerung an die öffentliche Hinrichtung von sieben Küllstedter Männern am 1. August 1945 durch den sowjetischen Geheimdienst NKWD an diesem Ort.

## Töchter und Söhne von Küllstedt
- Dorothea Fromm (* 4. November 1827 in Küllstedt; † 12. August 1887 in Dingelstädt). Erzieherin und Privatlehrerin in Paris und London. Gründerin des St. Josefs Instituts in Dingelstädt.
- Heinrich Kellner (* 20. April 1860 in Küllstedt; † 13. Juni 1928 in Küllstedt). Sanitätsrat, Dr. med. Nach Studium, ab 1889 mit eigener Praxis in Küllstedt ansässig. Für die medizinische Betreuung der umliegenden obereichsfeldischen Gemeinden zuständig. Mitglied des Provinziallandtags der preuß. Provinz Sachsen in Merseburg 1921–1925.
- Emil Jacobi (* 25. März 1868 in Küllstedt; † 17. Juni 1916 in Kassel). Lehrer und Direktor in Kassel. Verfasser von Bühnenwerken. Schrieb anlässlich der 1.000 Jahrfeier der Stadt Kassel das Stück „Chassala“, welches 1913 am Hoftheater Kassel uraufgeführt wurde.
- Robert Buch (* 28. Februar 1874 in Küllstedt; † 18. Mai 1941 in Heiligenstadt). Bischöflicher Kommisarius des Obereichsfeldes 1932–1941. Aktiver Widerstand gegen das nationalsozialistische Neuheidentum.
- Karl Kellner (* 17. März 1890 in Küllstedt; † 11. September 1965 in Karlsruhe). Lehrer und Heimatforscher in Oschersleben (Bode). Gründer des dortigen Heimatmuseums.
- Gustav Vogt (* 9. April 1890 in Küllstedt; † 12. Juli 1942 im KZ Dachau). Pfarrer. Erbauer des Dünkreuzes bei Deuna. Nach einer Denunziation 1940 von der Gestapo verhaftet. Starb an Entkräftung im KZ Dachau, wohin er vom Erfurter Untersuchungsgefängnis aus hingebracht wurde.
- Kurt Kellner (* 8. Januar 1891 in Küllstedt; † 4. Juni 1972 in Würzburg). Arzt und kommunistischer Widerstandskämpfer in Würzburg.
- Friedrich Steinhoff (* 14. Juli 1909 in Küllstedt; † 19. Mai 1945 in Boston-Charlestown). Offizier, Kapitänleutnant und U-Boot-Kommandant.
- Josef Walz (* 21. Dezember 1934 in Küllstedt; † 18. August 2016 in Wernigerode). Kunsthistoriker, Museumsleiter in Wernigerode.
- Christina Tasch (* 11. November 1959 in Küllstedt). Politikerin (CDU). Seit 1998 Mitglied des Thüringer Landtags. Von 2009 bis 2020 Vorsitzende des CDU-Kreisverbandes im Landkreis Eichsfeld.
- Tanja Lerch (Laniia) (* 1997 in Küllstedt) ist eine deutsche Sängerin. Bekanntheit erlangte sie durch die Mitwirkung an den Liedern Glad You Came und Stars  des Musikprojektes Vize. Beide Lieder konnten in den deutschen Singlecharts platziert werden.

## Sonstiges
Als Zeugnisse eines oft derben Volkshumors bildeten sich bereits vor Jahrhunderten Besonderheiten des jeweiligen Dorfes charakterisierende Neck- und Spitznamen heraus. Demnach lebten hier im Ort die Killstedder Kluckenschießer – Küllstedter Klugscheißer – auch kannte man die Killstedder Ossenschlajer – Küllstedter Ochsenschläger – da man im Ort früher kaum Pferde aber viele Ochsen als Zugtiere besaß. Küllstedtzer Modeteufel waren schließlich die zahlreichen, mit Heimarbeiten beschäftigten Stricker des Ortes.